# Мендайсор
Мендайсор (каз. Мендайсор) — озеро в Мендыкаринском районе Костанайской области Казахстана. Находится в 8 км к северу от села Сосна, к западу от села Аксуат к северо-западу от озера Алаколь на территории Каменскуральского сельского округа.
По данным топографической съёмки 1944 года, площадь поверхности озера составляет 1,78 км². Наибольшая длина озера — 1,8 км, наибольшая ширина — 1,6 км. Длина береговой линии составляет 8,2 км, развитие береговой линии — 1,72. Озеро расположено на высоте 96,9 м над уровнем моря.
Озеро доступно по автотрассе А-21.